# Pieter Vries (wielrenner)
Pieter Vries (Barsingerhorn, 25 juli 1975) is een Nederlands voormalig wielrenner.
Vries boekte als amateur namens de ploeg AGU Sportteam overwinningen in de Duitse wielerkoersen Rund um den Henninger-Turm en de Ronde van Keulen. Vanaf september 1997 liep hij stage in de TVM-Farm Frites-ploeg van Cees Priem. Met goede uitslagen in de Grand Prix Willem Tell dwong hij een tweejarig contract af.
In 2000 kwam Vries namens Farm Frites uit in de Ronde van Italië. Hij eindigde op een 108e plaats in het eindklassement. Hij verkaste na het seizoen naar Bankgiroloterij-Batavus. In het voorjaar van 2001 haalde hij een tiende plaats in de Belgische koers Omloop Het Volk.

## Resultaten in voornaamste wedstrijden
| Jaar | Ronde van Italië | Ronde van Frankrijk | Ronde van Spanje |
| ---- | ---------------- | ------------------- | ---------------- |
| 1999 | opgave           |                     |                  |
| 2000 | 108e             |                     |                  |
| 2001 |                  |                     |                  |
| 2002 |                  |                     |                  |
| 2003 |                  |                     |                  |

| Jaar | Ronde van Vlaanderen | Amstel Gold Race | Ronde van Lombardije | Omloop Het Volk |
| ---- | -------------------- | ---------------- | -------------------- | --------------- |
| 1999 |                      |                  | 32e                  |                 |
| 2000 |                      |                  |                      |                 |
| 2001 | 34e                  |                  |                      | 10e             |
| 2002 |                      | 72e              |                      |                 |
| 2003 |                      |                  |                      | 74e             |